# Dugong
A dugong (Dugong dugon) az emlősök (Mammalia) osztályának tengeritehenek (Sirenia) rendjébe, ezen belül a dugongfélék (Dugongidae) családjába tartozó faj.
A Dugong emlősnem egyetlen faja.

## Előfordulása
A dugong hazája Kelet-Afrika, Ázsia, Ausztrália és Új-Guinea trópusi partvidéke. Állománya erősen lecsökkent.

## Megjelenése

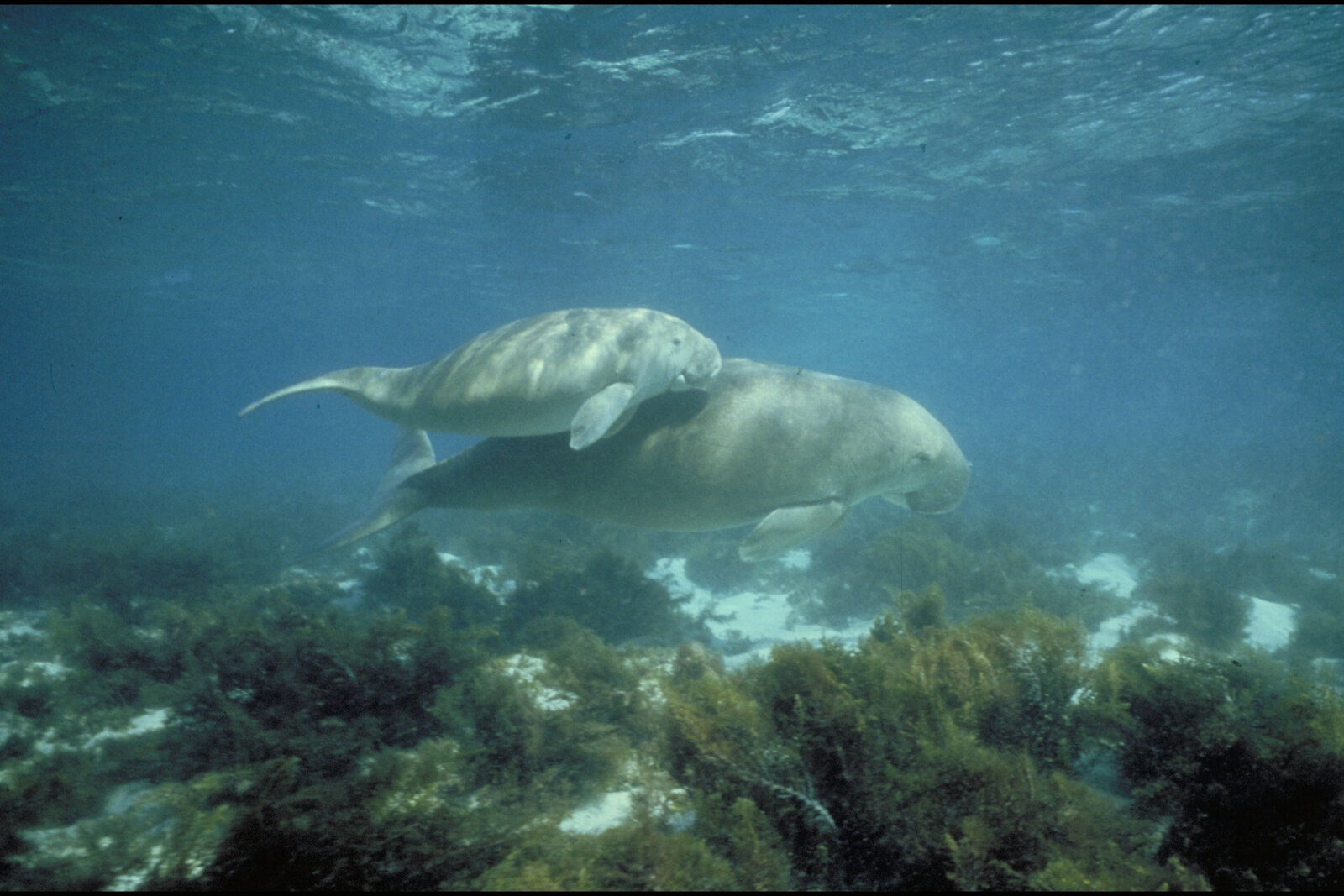
Anyaállat borjával

Az állat hossza 3-4 méter, testtömege 250-900 kilogramm. A kifejlett dugong teste 25 liter olajat tartalmaz. A test bálnaszerű, áramvonalas és a pofa környékét leszámítva túlnyomórészt szőrtelen. Vastag, szívós bőrének színe a szürkéskéktől a barnáig terjedhet. Feje nagy, a pofája hosszúkás és hasított, rálóg az alsó ajkakra. A hímnek két nagy „agyara” (metszőfoga) van, amelyek elöl áttörnek a felső ajkakon. A dugongnak nincs fülkagylója. Az elülső végtagok kerekdedek, evezőszerűek és nincsenek rajtuk körmök, mint a manátuszoknak. A növények gyökerének kiásására használja őket az állat, és a nőstények ezekkel támogatják a borjaikat születésükkor. A farok vízszintes irányban lapított, a vége egyenes vonalú vagy enyhén homorú. Az állat farkának le-fölcsapkodásával hajtja magát előre a vízben. Az újszülött dugong 150 kilogrammot nyom.

## Életmódja
A dugong általában magányos, olykor kisebb csordákban él. Tápláléka főként tengerifűből (Zostera) áll. Ez a tengeri állat 55 évig élhet.

## Szaporodása
Az ivarérettség elérését a hímnél nem ismerik, de a nőstény 8-10 évesen éri el. A nőstény 5-6 évenként hoz világra egy utódot. A vemhesség egy évig tart.